# Amenemopet (hercegnő)
Amenemopet (i. e. 14. század) ókori egyiptomi hercegnő volt a XVIII. dinasztia idején, feltehetőleg IV. Thotmesz lánya. Nevének jelentése: Ámon az Opet-ünnepen.
Megemlítik nevelője, Horemheb thébai sírjában (TT78). Horemheb (nem azonos a későbbi fáraóval) II. Amenhotep, IV. Thotmesz és III. Amenhotep alatt is szolgált, így Amenemopet ezek közül a fáraók közül bármelyiknek lehetett a lánya, de legvalószínűbb, hogy Thotmeszé.
III. Amenhotep uralkodása alatt halt meg. Múmiáját a XXI. dinasztia idején újratemették a Sejh Abd el-Kurna-i rejtekhelyen több másik hercegnőével, köztük Tiaával és Paihiával, akik feltehetőleg a testvérei voltak. A sírt 1857-ben fedezték fel.